# Land Rover Discovery Sport
Land Rover Discovery Sport är en SUV som den brittiska biltillverkaren Land Rover introducerade på bilsalongen i Paris i oktober 2014.
Varianter:
| Modell | Årsmodell | Motor               | Cylindervolym | Effekt     | Bränslesystem                      |
| ------ | --------- | ------------------- | ------------- | ---------- | ---------------------------------- |
| Si4    | 2015-19   | 4-cyl radmotor DOHC | 1999 cm³      | 240-290 hk | Direktinsprutning, turbo           |
| TD4    | 2015      | 4-cyl radmotor DOHC | 2179 cm³      | 150 hk     | Common rail turbodiesel            |
| SD4    | 2015      | 4-cyl radmotor DOHC | 2179 cm³      | 190 hk     | Common rail turbodiesel            |
| TD4    | 2016-20   | 4-cyl radmotor DOHC | 1999 cm³      | 150-180 hk | Common rail turbodiesel            |
| SD4    | 2018-20   | 4-cyl radmotor DOHC | 1999 cm³      | 240 hk     | Common rail turbodiesel            |
| P300e  | 2020-     | 3-cyl radmotor DOHC | 1497 cm³      | 310 hk     | Direktinsprutning, turbo + elmotor |
| P200   | 2020-     | 4-cyl radmotor DOHC | 1997 cm³      | 200 hk     | Direktinsprutning, turbo           |
| P250   | 2020-     | 4-cyl radmotor DOHC | 1997 cm³      | 250 hk     | Direktinsprutning, turbo           |
| P290   | 2020-     | 4-cyl radmotor DOHC | 1997 cm³      | 290 hk     | Direktinsprutning, turbo           |
| D165   | 2021-     | 4-cyl radmotor DOHC | 1997 cm³      | 163 hk     | Common rail turbodiesel            |
| D200   | 2021-     | 4-cyl radmotor DOHC | 1997 cm³      | 204 hk     | Common rail turbodiesel            |